# 经济危机
经济危机指的是一个或多个国民经济或整个世界经济在一段比较长的时间内不断收缩（负的经济增长率）。

## 原因
经济危机直接原因可能是：
- 银行破产，或其他企业（经营不善）
- 经济战（关税，禁止出口等）
- 自然灾难
- 货币战
- 过量盲目跟风投资
- 負債、資金槓桿

马克思主义认为资本主义经济危机的根本原因是：
- 生产社会化和资本主义生产资料的私有化之间的矛盾

## 後果
- 社会动乱
- 国民经济调节和经济恢复
- 政变
- 战争

## 著名危機
- 1825年英国经济危机
- 1929年大萧条
- 1973年石油危機
- 1987年美國股災
- 1986日本經濟危機
- 1997年亞洲金融風暴
- 2007年次級房貸風暴
- 2008年環球股災
- 2007年－2008年环球金融危机
- 2020年国际金融恐慌